# Tomopterna tandyi
Tomopterna tandyi és una espècie de granota que viu a Angola, Botswana, Kenya, Namíbia, Sud-àfrica, Tanzània i, possiblement també, a Lesotho, Malawi, Moçambic, Eswatini, Zàmbia i Zimbàbue.